# Ryan McCombs
Ryan McCombs (Muncie, 16 luglio 1974) è un cantante statunitense heavy metal.
Dal 1997 al 2004 è stato il cantante della band hard rock SOiL. McCombs è stato anche vocalist dei Drowning Pool a partire dal 2005 fino al 2011 per poi ritornare nel 2023. Da allora è tornato con i SOiL.

## Carriera

### Soil (1997-2004)
Ryan McCombs è stato scoperto dal gruppo rock Soil attraverso una compilation di band emergenti. Si è unito al gruppo come cantante a metà del 1997. La band ha pubblicato tre album e un EP durante la sua permanenza nel gruppo: El Chupacabra (EP), Throttle Junkies, Scars e Redefine. Con il secondo album, Scars, del 2001, che includeva brani simbolo come "Halo" e "Unreal", la band ha guadagnato riconoscimento commerciale e status internazionale.
Al successivo del 2004, che avrebbe dovuto continuare l'ascesa dei SOiL, tuttavia, hanno lasciato la J Records a causa di vendite deludenti. Durante il tour per questo ultimo album, McCombs ha improvvisamente deciso di lasciare la band, causando l'annullamento di molti concerti in programma insieme a gruppi come Sevendust e Damageplan.

### Drowning Pool(2005-2011)
Dopo la sua separazione dai SOiL, McCombs ha preso una pausa di circa un anno dal mondo della musica. Nel frattempo i SOiL avevano trovato un nuovo cantante. Nello stesso tempo il secondo cantante dei Drowning Pool, Jason Jones, aveva lasciato il gruppo per unirsi all'alternative band AM Conspiracy. La band ha quindi annunciato durante l'Ozzfest a Dallas, Texas, il 25 agosto 2005 che il nuovo cantante sarebbe stato Ryan McCombs.
Il primo brano dei Drowning Pool pubblicato con Ryan McCombs come cantante è stato un remake del loro brano "Rise Up", originariamente eseguito con Jason Jones come cantante. La canzone è stata intitolata "Rise Up 2006" ed è caratterizzata dall'essere traccia bonus scaricabile su WWE Wreckless Intent, e dall'essere stata il tema per il WWE Friday Night SmackDown fino al 2008. La colonna sonora del film Saw III contiene una versione demo di "No More", il secondo brano pubblicato con McCombs alla voce. I Drowning Pool hanno poi registrato il loro terzo album in studio, Full Circle, che è stato pubblicato il 7 agosto 2007. Conteneva il singolo di successo 37 Stitches. Shame, che è stato l'ultimo singolo estratto dell'album, è stato inserito nella colonna sonora di Saw IV.
Nel 2010, la band ha pubblicato il suo quarto album, Drowning Pool. Nel novembre del 2011, è stato annunciato che McCombs e Drowning Pool si sarebbero separati, e che McCombs sarebbe tornato ai Soil.

### Ritorno ai Soil (2011-presente) e nei Drowning Pool(2023-Presente)
Nel 2011, Ryan McCombs è ritornato nei SOiL. La band ha suonato diverse occasioni in tutto il Regno Unito tra cui al Download Festival in cui si è esibita con strumenti acustici dal vivo per la prima volta. La band ha pubblicato un nuovo album il 16 agosto 2013 (il 20 agosto 2013 nel Nord America).
Dal 2023 ritorna anche con Drowning Pool.